# Markus Pernhart

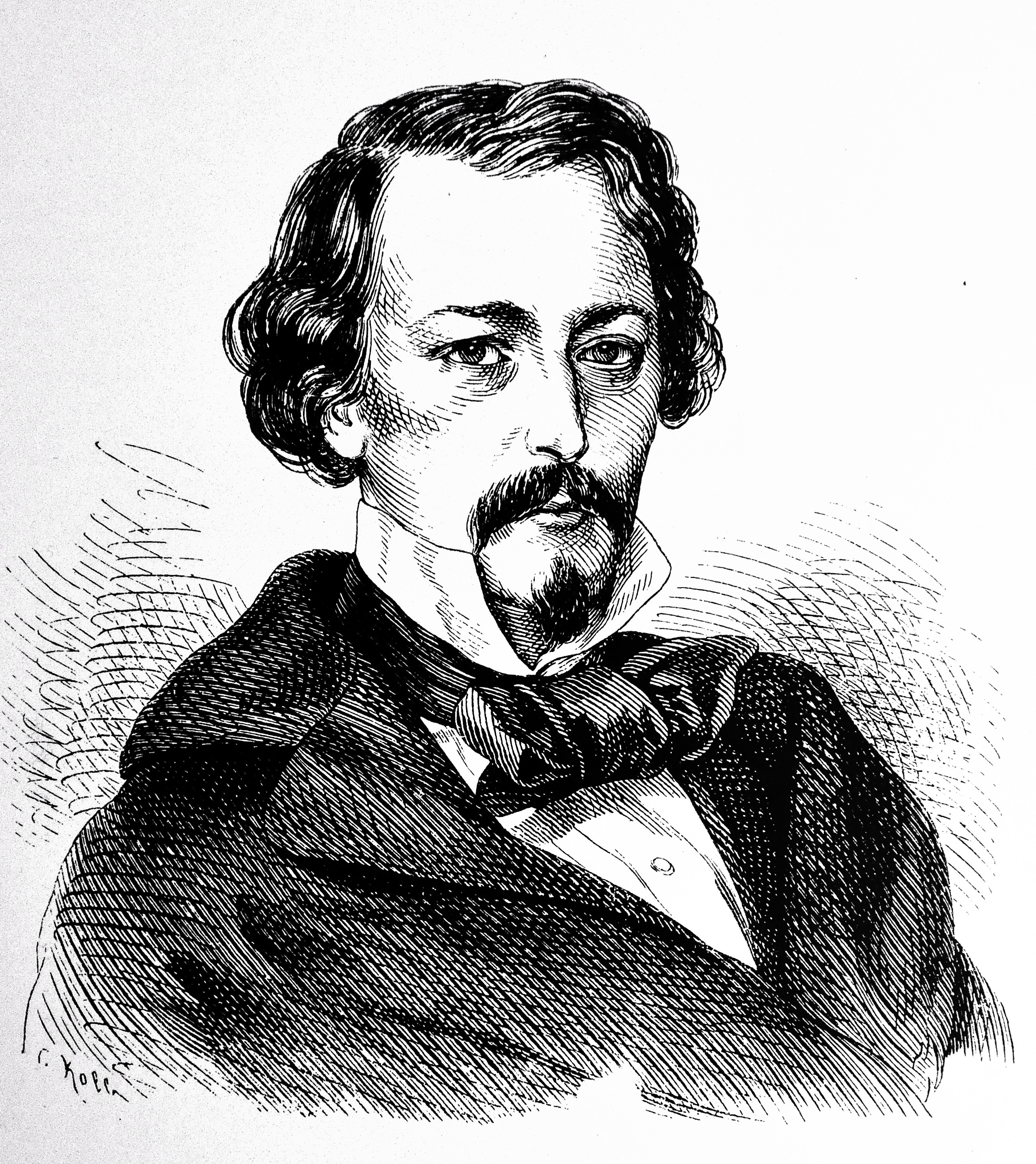
Zelfportret van Pernhart, circa 1860.

Markus Pernhart, eigenlijk Pernat (Untermieger, tegenwoordig deel van Ebenthal in Kärnten, 28 juli 1824 - Klagenfurt, 30 maart 1871), was een Oostenrijks kunstschilder en tekenaar. Hij werd vooral beroemd door zijn alpenlandschappen.

## Levenen werk
Pernhart was de zoon van een timmerman. Toen hij nog een jongen was werd zijn artistiek talent opgemerkt door de aartsbisschop van Gorica, die zorgde dat hij een tekenopleiding kreeg in Klagenfurt. Later studeerde hij nog korte tijd aan de Kunstacademie van München, maar keerde snel weer terug naar Oostenrijk. Daar groeide hij te Kärnten uit tot de belangrijkste Alpenschilder van zijn tijd. Twintig jaar lang domineerde hij de Oostenrijkse landschapschilderkunst.
Pernhart schilderde zijn berglandschappen in een romantische stijl. Hij was zelf een fanatiek bergbeklimmer en gaf veel van zijn vergezichten weer vanuit een aantal van de hoogste bergtoppen in de Alpen. Goed voorbeeld is zijn Großglockner von Hohenwartscharte uit 1857. Hij beklom de berg acht keer en maakte ter plekke een groot aantal tekeningen, die de basis vormden voor zijn latere schilderij. De kunstenaar probeert daar in een weids panorama duidelijk de grootsheid van de hoogste berg van Oostenrijk weer te geven, waar hij zelf zo door geïmponeerd was.
Pernhart overleed in 1871, slechts 46 jaar oud. Hij liet 1200 schilderijen en bijna 200 gedetailleerde tekeningen na. Diverse van zijn werken zijn te zien in de Sloveense Nationalgalerie en het Kunsthistorisches Museum te Wenen.

## Galerij

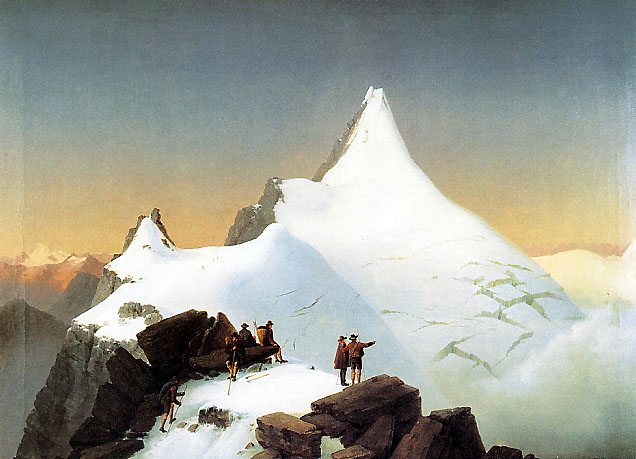
Großglockner von Hohenwartscharte, 1857
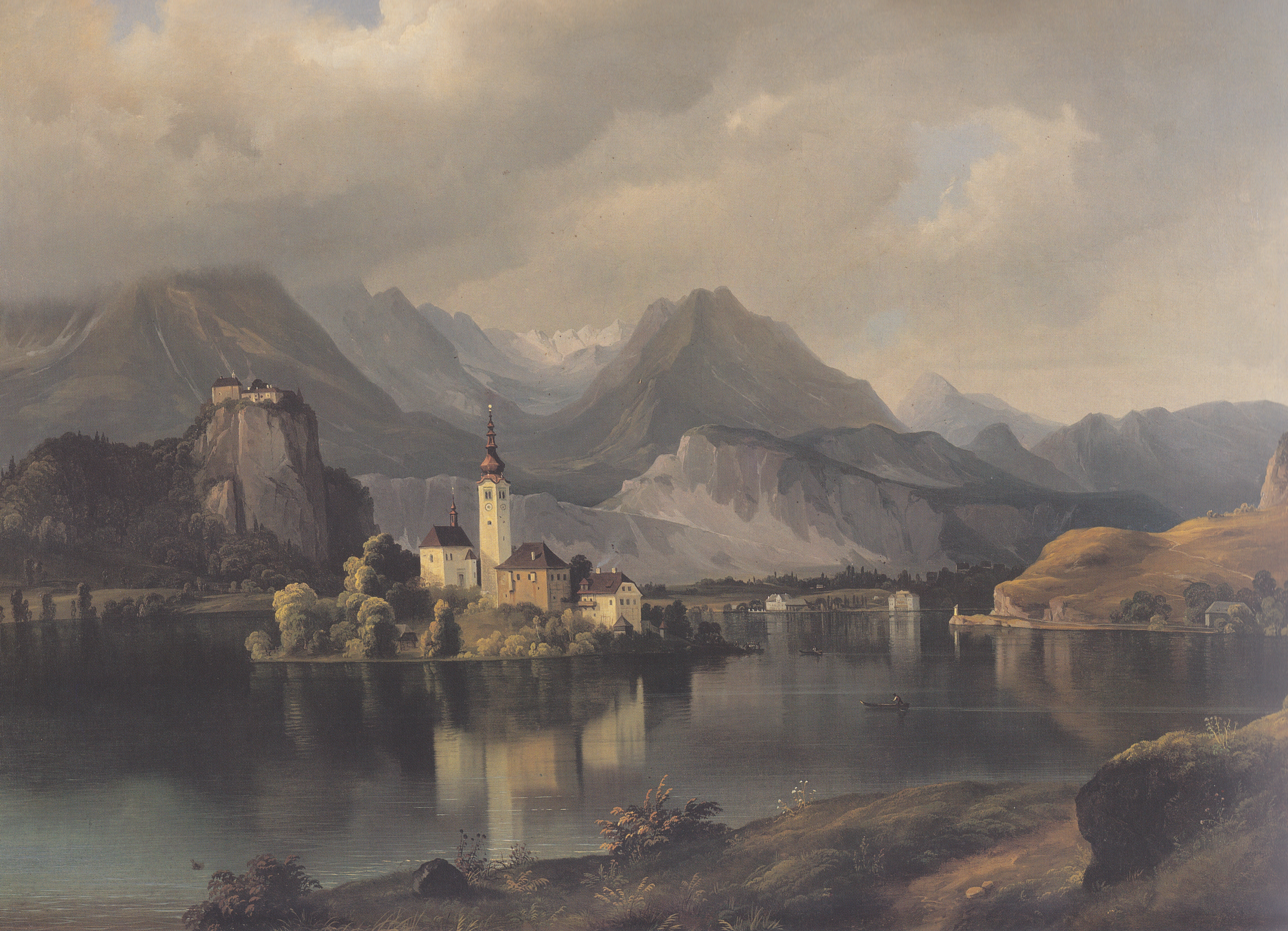
Veldeser See (Bled)
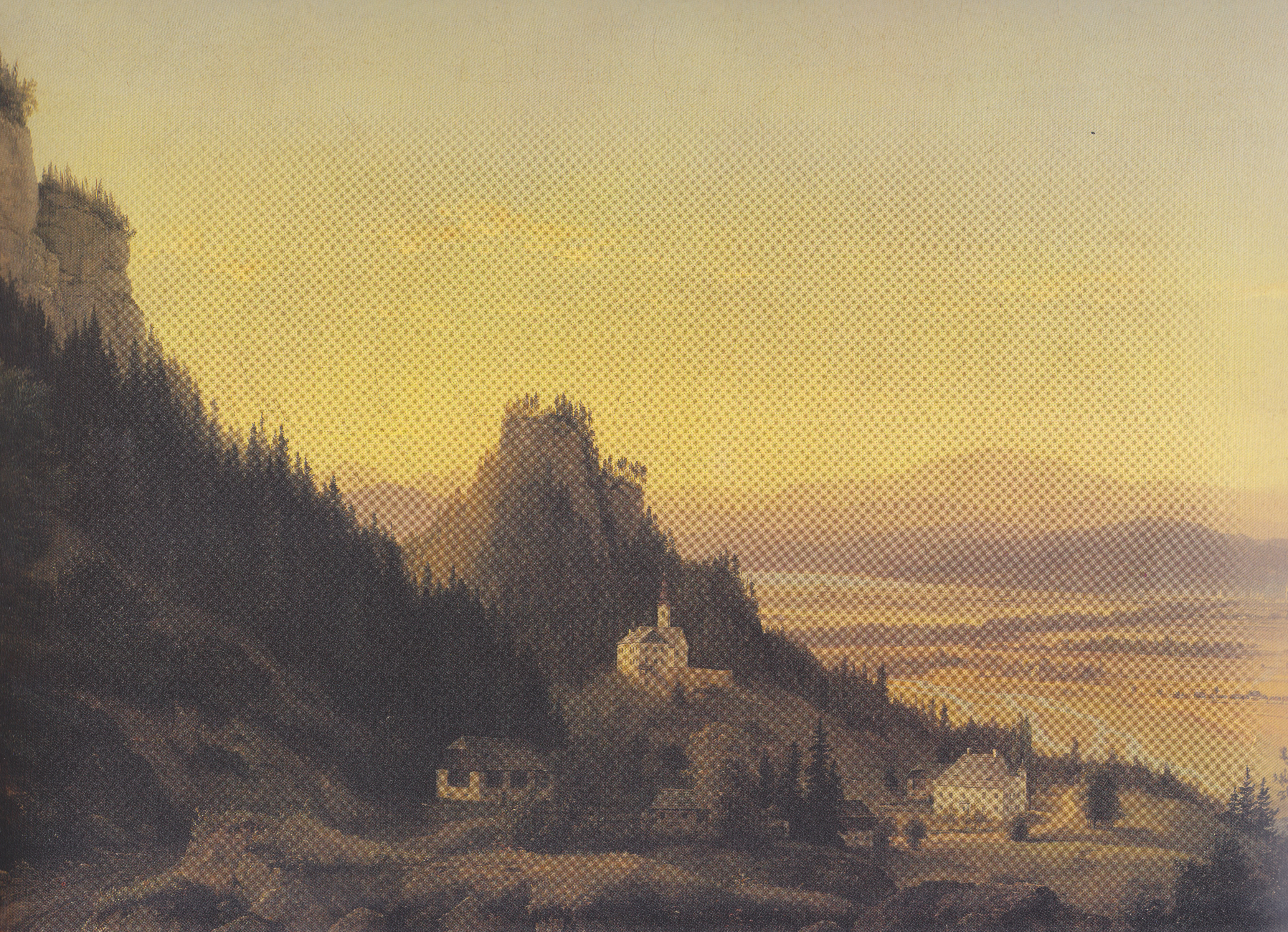
Gurnitz / Podkrnos Ebenthal in Kärnten
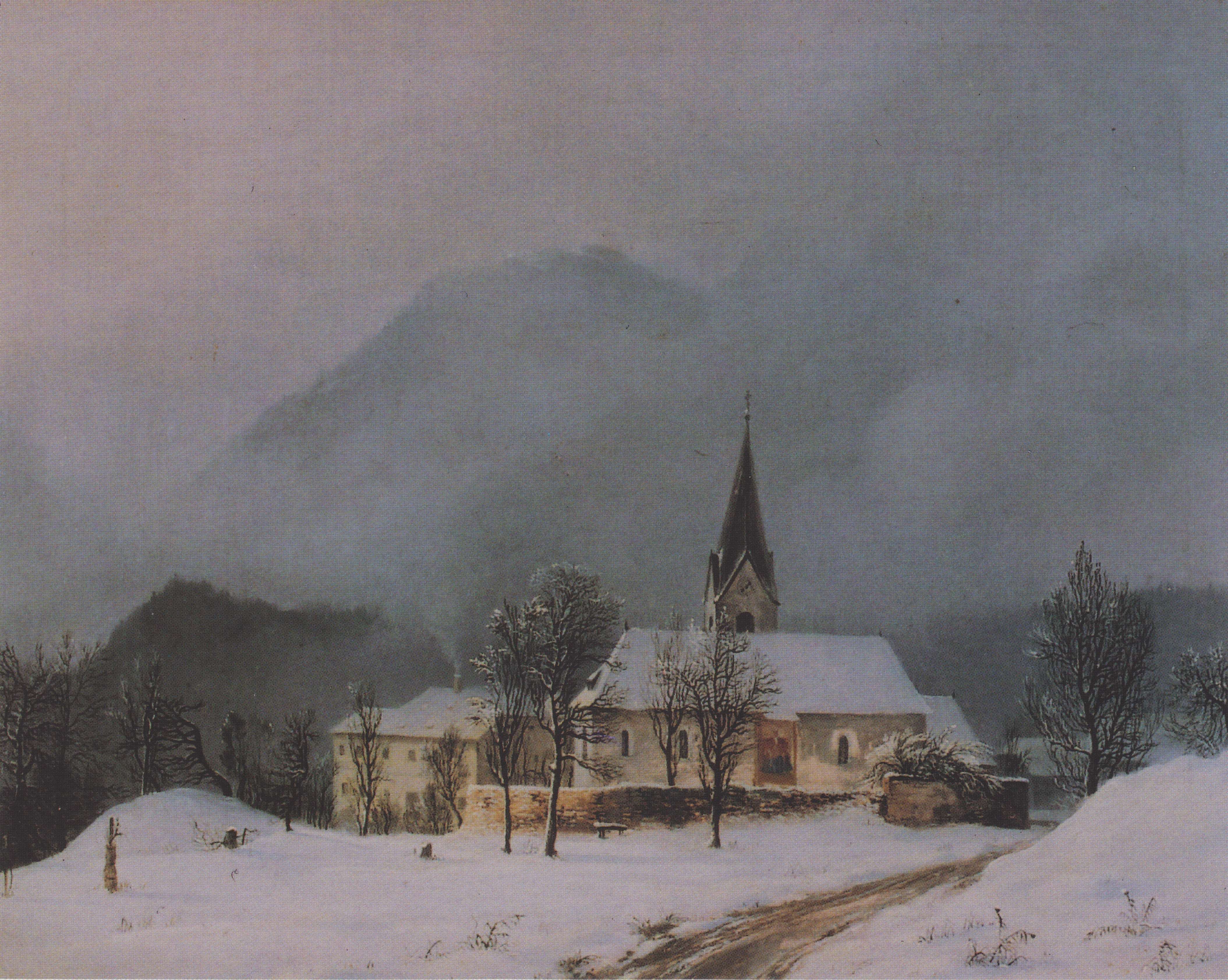
Schloss Saager in Grafenstein
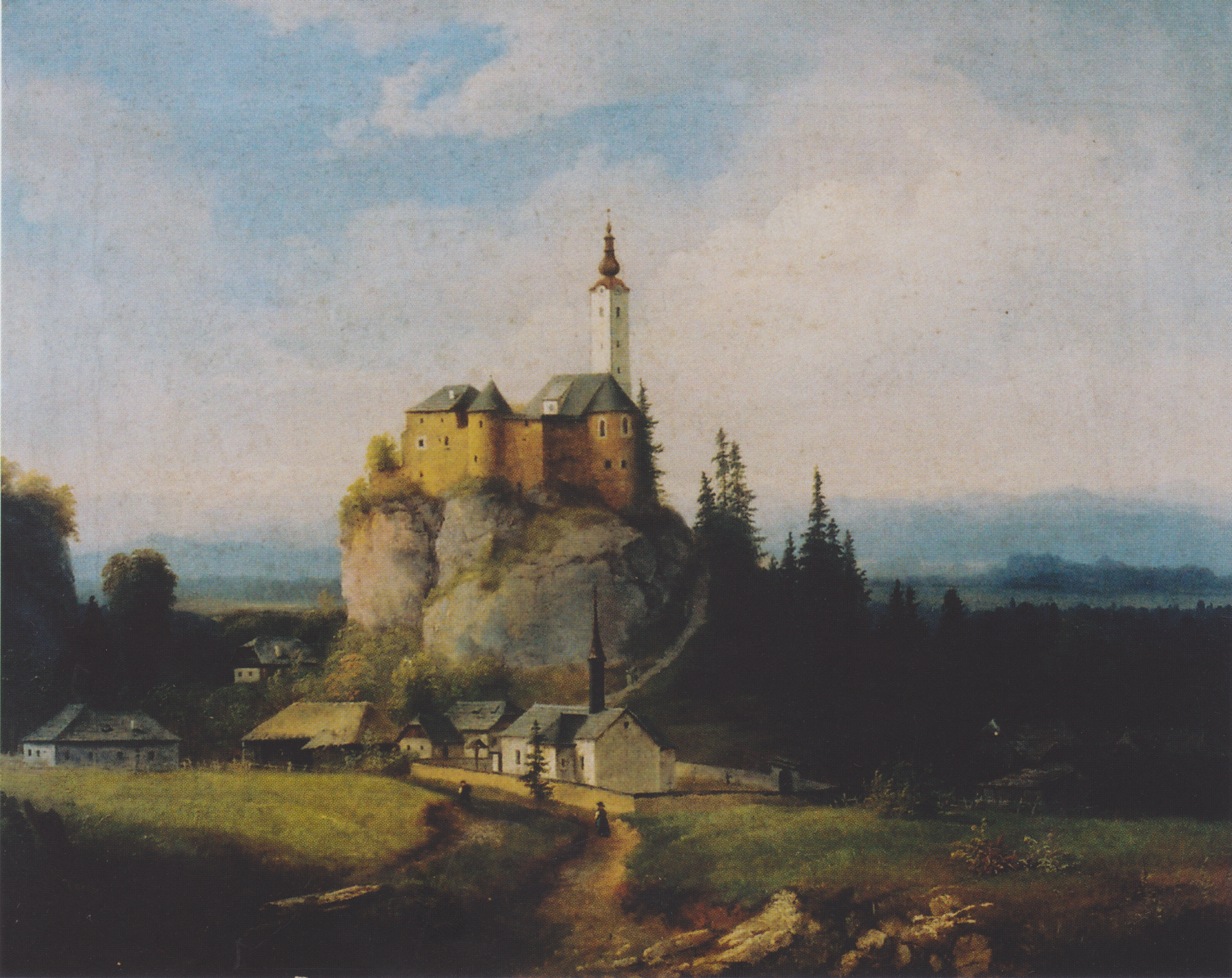
Stein im Jauntal
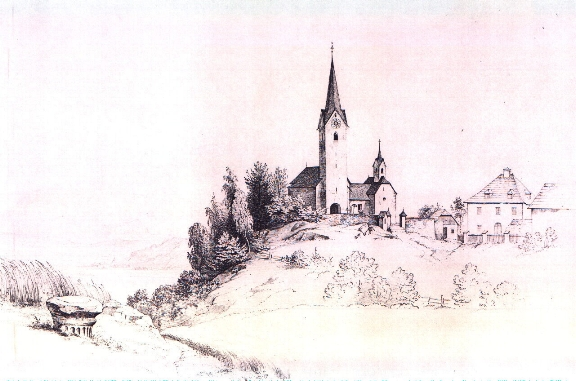
Karnburg mit Fürstenstein